# باز دم‌حنایی
باز دم‌حنایی یا سارگپه دم‌حنایی (نام علمی: Buteo ventralis) نام گونه‌ای از سرده سارگپه است.